# Cycle (baseball)
Pour les articles homonymes, voir Cycle et Carrousel.

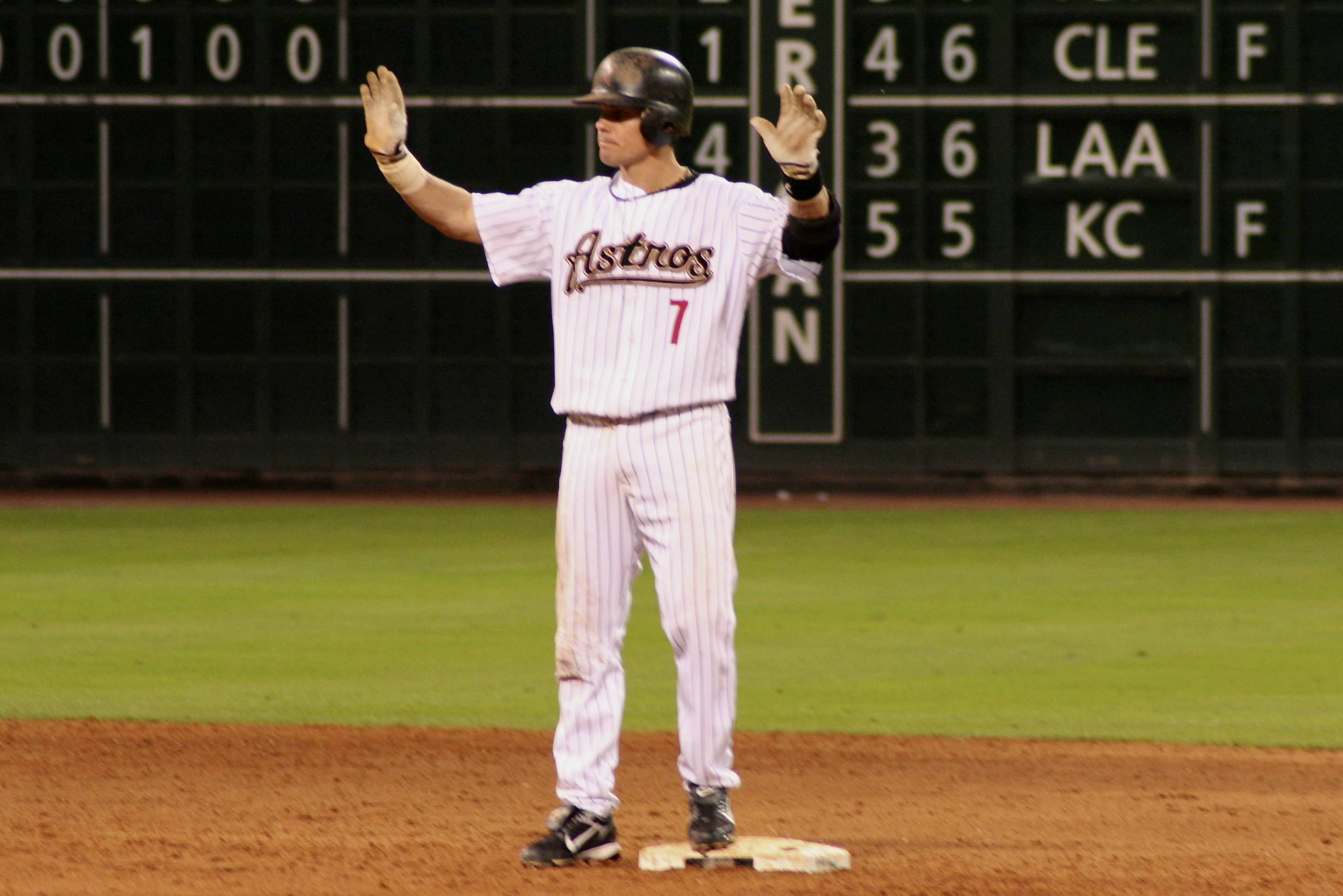
Craig Biggio a réussi un cycle (ou carrousel) avec les Astros de Houston en 2002.

Au baseball, un cycle (ou carrousel au Québec) est la réussite, par un frappeur, des quatre types de coups sûrs possibles dans une même partie.

## Description
Pour réussir le cycle, le batteur doit frapper au moins un simple (coup sûr bon pour un but), un double (coup de deux buts), un triple (coup de trois buts) et un coup de circuit (coup de quatre buts) dans un même match. L'ordre des coups n'entre pas en jeu, mais dans les cas où ceux-ci sont réalisés dans l'ordre, on parle alors de cycle naturel.
Bien qu'il ne soit pas rare, le cycle est néanmoins peu fréquent. Il s'agit d'un exploit considéré difficile à réaliser et digne de mention lorsqu'il se produit.

## Chronologie des cycles frappés en Ligue majeure
Cette liste comprend les cycles réussis par des joueurs des Ligues majeures de baseball.

Les caractères gras indiquent les cycles naturels.

Entre parenthèses, le nombre de cycles en carrière pour les joueurs en ayant réussi plus d'un.
| Date               | Joueur              | Équipe               |
| ------------------ | ------------------- | -------------------- |
| 25 mai 1882        | Curry Foley         | Buffalo              |
| 30 juillet 1883    | Al Knight           | Philadelphie (AA)    |
| 12 septembre 1883  | John Reilly         | Cincinnati           |
| 19 septembre 1883  | John Reilly (2)     | Cincinnati           |
| 16 juin 1884       | Jim O'Rourke        | Buffalo              |
| 12 juin 1885       | Dave Orr            | New York (AA)        |
| 13 juin 1885       | George Wood         | Détroit              |
| 16 juin 1885       | Henry Larkin        | Philadelphie (AA)    |
| 28 septembre 1885  | Mox McQuery         | Détroit              |
| 24 mai 1886        | Fred Dunlap         | Saint-Louis (NL)     |
| 8 août 1886        | Pete Browning       | Louisville           |
| 21 août 1886       | Jack Rowe           | Détroit              |
| 23 septembre 1886  | Chippy McGarr       | Philadelphie (AA)    |
| 30 avril 1887      | Tip O'Neill         | Saint-Louis          |
| 2 mai 1887         | Fred Carroll        | Pittsburgh           |
| 7 mai 1887         | Tip O'Neill (2)     | Saint-Louis          |
| 10 août 1887       | Dave Orr (2)        | New York (AA)        |
| 26 août 1887       | Bid McPhee          | Cincinnati           |
| 15 mai 1888        | Harry Stovey        | Philadelphie (AA)    |
| 13 juin 1888       | Sam Barkley         | Kansas City          |
| 28 juillet 1888    | Jimmy Ryan          | Chicago              |
| 25 août 1888       | Mike Tiernan        | New York             |
| 7 juin 1889        | Pete Browning (2)   | Louisville           |
| 8 août 1889        | Jack Glasscock      | Indianapolis         |
| 15 août 1889       | Larry Twitchell     | Cleveland            |
| 5 juillet 1890     | Bill Van Dyke       | Toledo               |
| 18 juillet 1890    | Jumbo Davis         | Brooklyn (AA)        |
| 21 juillet 1890    | Roger Connor        | New York (PL)        |
| 1er août 1890      | Oyster Burns        | Brooklyn (NL)        |
| 6 août 1890        | John Reilly (3)     | Cincinnati           |
| 12 août 1890       | Farmer Weaver       | Louisville           |
| 1er juillet 1891   | Jimmy Ryan (2)      | Chicago              |
| 12 septembre 1891  | Abner Dalrymple     | Milwaukee            |
| 24 avril 1894      | Lave Cross          | Philadelphie         |
| 13 juin 1894       | Bill Hassamaer      | Washington           |
| 17 août 1894       | Sam Thompson        | Philadelphie         |
| 28 septembre 1894  | Tom Parrott         | Cincinnati           |
| 16 août 1895       | Tommy Dowd          | Saint-Louis          |
| 30 septembre 1895  | Ed Cartwright       | Washington           |
| 9 mai 1896         | Herman Long         | Boston               |
| 30 mai 1896        | Bill Joyce          | Washington           |
| 10 juillet 1901    | Harry Davis         | Philadelphie (AL)    |
| 23 juillet 1901    | Fred Clarke         | Pittsburgh           |
| 30 juillet 1901    | Nap Lajoie          | Philadelphie (AL)    |
| 7 mai 1903         | Fred Clarke (2)     | Pittsburgh           |
| 29 juillet 1903    | Patsy Dougherty     | Boston (AL)          |
| 24 septembre 1903  | Bill Bradley        | Cleveland            |
| 20 juin, 1904      | Duff Cooley         | Boston (NL)          |
| 4 octobre 1904     | Sam Mertes          | New York (NL)        |
| 26 avril 1907      | Johnny Bates        | Boston (NL)          |
| 2 octobre 1908     | Otis Clymer         | Washington           |
| 3 juillet 1910     | Chief Wilson        | Pittsburgh           |
| 25 août 1910       | Danny Murphy        | Philadelphie (AL)    |
| 6 octobre 1910     | Bill Collins        | Boston (NL)          |
| 3 juillet 1911     | Frank Baker         | Philadelphie (AL)    |
| 19 août 1911       | Mike Mitchell       | Cincinnati           |
| 9 juin 1912        | Tris Speaker        | Boston (AL)          |
| 10 juin 1912       | Chief Meyers        | New York (NL)        |
| 25 juillet 1912    | Bert Daniels        | New York (AL)        |
| 22 août 1912       | Honus Wagner        | Pittsburgh           |
| 5 juillet 1915     | Heinie Groh         | Cincinnati           |
| 13 juin 1918       | Cliff Heathcote     | Saint-Louis (NL)     |
| 8 août 1920        | George Sisler       | Saint-Louis (AL)     |
| 17 septembre 1920  | Bobby Veach         | Détroit              |
| 17 septembre 1920  | George Burns        | New York (NL)        |
| 7 mai 1921         | Bob Meusel          | New York (AL)        |
| 1er juin 1921      | Dave Bancroft       | New York (NL)        |
| 13 août 1921       | George Sisler (2)   | Saint-Louis (AL)     |
| 30 août 1921       | Dave Robertson      | Pittsburgh           |
| 29 avril 1922      | Ross Youngs         | New York (NL)        |
| 25 mai 1922        | Jimmy Johnston      | Brooklyn             |
| 27 juin 1922       | Ray Schalk          | Chicago (AL)         |
| 3 juillet 1922     | Bob Meusel (2)      | New York (AL)        |
| 7 juillet 1923     | Pie Traynor         | Pittsburgh           |
| 17 avril 1924      | Baby Doll Jacobson  | Saint-Louis (AL)     |
| 28 août 1924       | Goose Goslin        | Washington           |
| 4 juin 1925        | Kiki Cuyler         | Pittsburgh           |
| 20 juin 1925       | Max Carey           | Pittsburgh           |
| 21 juillet 1925    | Roy Carlyle         | Boston (AL)          |
| 26 septembre 1926  | Bob Fothergill      | Détroit              |
| 15 juillet 1927    | Jim Bottomley       | Saint-Louis (NL)     |
| 5 août 1927        | Cy Williams         | Philadelphie (NL)    |
| 29 mai 1928        | Bill Terry          | New York (NL)        |
| 26 juillet 1928    | Bob Meusel (3)      | New York (AL)        |
| 16 mai 1929        | Mel Ott             | New York (NL)        |
| 23 mai 1929        | Oscar Melillo       | Saint-Louis (AL)     |
| 2 septembre 1929   | Joe Cronin          | Washington           |
| 8 mai 1930         | Freddie Lindstrom   | New York (NL)        |
| 23 juin 1930       | Hack Wilson         | Chicago (NL)         |
| 21 août, 1930      | Chick Hafey         | Saint-Louis (NL)     |
| 18 mai 1931        | Babe Herman         | Brooklyn             |
| 1er juillet 1931   | Chuck Klein         | Philadelphie (NL)    |
| 24 juillet 1931    | Babe Herman (2)     | Brooklyn             |
| 3 juin 1932        | Tony Lazzeri        | New York (AL)        |
| 22 juillet 1932    | Mickey Cochrane     | Philadelphie (AL)    |
| 5 mai 1933         | Pepper Martin       | Saint-Louis (NL)     |
| 26 mai 1933        | Chuck Klein (2)     | Philadelphie (NL)    |
| 24 juin 1933       | Arky Vaughan        | Pittsburgh           |
| 2 août 1933        | Mickey Cochrane (2) | Philadelphie (AL)    |
| 6 août 1933        | Pinky Higgins       | Philadelphie (AL)    |
| 14 août 1933       | Jimmie Foxx         | Philadelphie (AL)    |
| 17 août 1933       | Earl Averill        | Cleveland            |
| 30 septembre 1933  | Babe Herman (3)     | Chicago (NL)         |
| 10 juin 1934       | Doc Cramer          | Philadelphie (AL)    |
| 25 juin 1934       | Lou Gehrig          | New York (AL)        |
| 19 août 1934       | Moose Solters       | Boston (AL)          |
| 29 juin 1935       | Joe Medwick         | Saint-Louis (NL)     |
| 24 mai 1936        | Sam Leslie          | New York (NL)        |
| 20 avril 1937      | Gee Walker          | Détroit              |
| 9 juillet 1937     | Joe DiMaggio        | New York (AL)        |
| 1er août 1937      | Lou Gehrig (2)      | New York (AL)        |
| 12 juillet 1938    | Odell Hale          | Cleveland            |
| 5 mai 1939         | Sam Chapman         | Philadelphie (AL)    |
| 27 mai 1939        | Charlie Gehringer   | Détroit              |
| 19 juillet 1939    | Arky Vaughan (2)    | Pittsburgh           |
| 8 juin 1940        | Harry Craft         | Cincinnati           |
| 15 juin 1940       | Harry Danning       | New York (NL)        |
| 13 juillet 1940    | Johnny Mize         | Saint-Louis (NL)     |
| 19 juillet 1940    | Buddy Rosar         | New York (AL)        |
| 2 août 1940        | Joe Cronin (2)      | Boston (AL)          |
| 8 septembre 1940   | Joe Gordon          | New York (AL)        |
| 19 juillet 1941    | George McQuinn      | Saint-Louis (AL)     |
| 3 juillet 1943     | Leon Culberson      | Boston (AL)          |
| 17 mai 1944        | Bobby Doerr         | Boston (AL)          |
| 6 juillet 1944     | Bob Johnson         | Boston (AL)          |
| 2 septembre 1944   | Dixie Walker        | Brooklyn             |
| 15 juillet 1945    | Bob Elliott         | Pittsburgh           |
| 4 août 1945        | Bill Salkeld        | Pittsburgh           |
| 19 mai 1946        | Mickey Vernon       | Washington           |
| 21 juillet 1946    | Ted Williams        | Boston (AL)          |
| 13 mai 1947        | Bobby Doerr (2)     | Boston (AL)          |
| 14 septembre 1947  | Vic Wertz           | Détroit              |
| 20 mai 1948        | Joe DiMaggio (2)    | New York (AL)        |
| 30 juillet 1948    | Wally Westlake      | Pittsburgh           |
| 29 août 1948       | Jackie Robinson     | Brooklyn             |
| 14 juin 1949       | Wally Westlake (2)  | Pittsburgh           |
| 25 juin 1949       | Gil Hodges          | Brooklyn             |
| 24 juillet 1949    | Stan Musial         | Saint-Louis (NL)     |
| 2 juin 1950        | George Kell         | Détroit              |
| 25 juin 1950       | Ralph Kiner         | Pittsburgh           |
| 28 juin 1950       | Roy Smalley         | Chicago (NL)         |
| 2 août 1950        | Elmer Valo          | Philadelphie (AL)    |
| 7 septembre 1950   | Hoot Evers          | Détroit              |
| 4 juin 1951        | Gus Bell            | Pittsburgh           |
| 4 juin 1952        | Larry Doby          | Cleveland            |
| 11 juillet 1954    | Don Mueller         | New York (NL)        |
| 2 juillet 1957     | Lee Walls           | Chicago (NL)         |
| 23 juillet 1957    | Mickey Mantle       | New York (AL)        |
| 2 mai 1959         | Frank Robinson      | Cincinnati           |
| 15 juillet 1960    | Brooks Robinson     | Baltimore            |
| 14 août 1960       | Bill White          | Saint-Louis          |
| 14 septembre 1961  | Ken Boyer           | Saint-Louis          |
| 13 juillet 1962    | Lou Clinton         | Boston               |
| 27 juin 1963       | Johnny Callison     | Philadelphie         |
| 7 août 1963        | Jim Hickman         | New York (NL)        |
| 26 mai 1964        | Jim King            | Washington           |
| 16 juin 1964       | Ken Boyer (2)       | Saint-Louis          |
| 22 juillet 1964    | Willie Stargell     | Pittsburgh           |
| 28 juillet 1964    | Jim Fregosi         | Los Angeles (AL)     |
| 14 mai 1965        | Carl Yastrzemski    | Boston               |
| 17 juillet 1966    | Billy Williams      | Chicago (NL)         |
| 11 août 1966       | Randy Hundley       | Chicago (NL)         |
| 20 mai 1968        | Jim Fregosi (2)     | California           |
| 7 mai 1970         | Wes Parker          | Los Angeles          |
| 20 mai 1970        | Rod Carew           | Minnesota            |
| 2 juillet 1970     | Tony Horton         | Cleveland            |
| 6 juillet 1970     | Tommie Agee         | New York (NL)        |
| 8 juillet 1970     | Jim Ray Hart        | San Francisco        |
| 9 juillet 1971     | Freddie Patek       | Kansas City          |
| 16 avril 1972      | Dave Kingman        | San Francisco        |
| 2 août 1972        | César Cedeño        | Houston              |
| 29 août 1972       | Bobby Murcer        | New York (AL)        |
| 19 septembre 1972  | César Tovar         | Minnesota            |
| 27 juin 1973       | Joe Torre           | Saint-Louis          |
| 9 juin 1974        | Richie Zisk         | Pittsburgh           |
| 27 mai 1975        | Lou Brock           | Saint-Louis          |
| 22 avril 1976      | Tim Foli            | Montréal             |
| 4 juin 1976        | Larry Hisle         | Minnesota            |
| 25 juin 1976       | Mike Phillips       | New York (NL)        |
| 24 juillet, 1976   | Lyman Bostock       | Minnesota            |
| 9 août 1976        | César Cedeño (2)    | Houston              |
| 3 septembre 1976   | Mike Hegan          | Milwaukee            |
| 24 juin 1977       | Bob Watson          | Houston              |
| 5 août 1977        | John Mayberry       | Kansas City          |
| 24 septembre 1977  | Jack Brohamer       | Chicago (AL)         |
| 22 avril 1978      | Andre Thornton      | Cleveland            |
| 20 juillet 1978    | Chris Speier        | Montréal             |
| 27 juillet 1978    | Mike Cubbage        | Minnesota            |
| 28 mai 1979        | George Brett        | Kansas City          |
| 10 août 1979       | Dan Ford            | California           |
| 15 septembre 1979  | Bob Watson (2)      | Boston               |
| 26 septembre 1979  | Frank White         | Kansas City          |
| 22 avril 1980      | Ivan DeJesus        | Chicago (NL)         |
| 13 mai 1980        | Fred Lynn           | Boston               |
| 12 juin 1980       | Mike Easler         | Pittsburgh           |
| 18 septembre 1980  | Gary Ward           | Minnesota            |
| 1er octobre 1980   | Charlie Moore       | Milwaukee            |
| 3 août 1982        | Frank White (2)     | Kansas City          |
| 6 mai 1984         | Cal Ripken, Jr.     | Baltimore            |
| 16 mai 1984        | Carlton Fisk        | Chicago (AL)         |
| 23 juin 1984       | Willie McGee        | Saint-Louis          |
| 28 juin 1984       | Dwight Evans        | Boston               |
| 27 juin 1985       | Jeffrey Leonard     | San Francisco        |
| 4 juillet 1985     | Keith Hernandez     | New York (NL)        |
| 23 juillet 1985    | Oddibe McDowell     | Texas                |
| 18 septembre 1985  | Rich Gedman         | Boston               |
| 16 mai 1986        | Tony Phillips       | Oakland              |
| 1er août 1986      | Kirby Puckett       | Minnesota            |
| 29 avril 1987      | Andre Dawson        | Chicago (NL)         |
| 4 mai 1987         | Candy Maldonado     | San Francisco        |
| 16 août 1987       | Tim Raines          | Montréal             |
| 23 septembre 1987  | Albert Hall         | Atlanta              |
| 12 juin 1988       | Robin Yount         | Milwaukee            |
| 9 juillet 1988     | Chris Speier (2)    | San Francisco        |
| 14 septembre 1988  | Mike Greenwell      | Boston               |
| 16 avril 1989      | Kelly Gruber        | Toronto              |
| 2 juin 1989        | Eric Davis          | Cincinnati           |
| 1er août 1989      | Kevin McReynolds    | New York (NL)        |
| 25 août 1989       | Gary Redus          | Pittsburgh           |
| 25 juillet 1990    | George Brett (2)    | Kansas City          |
| 22 avril 1991      | Robby Thompson      | San Francisco        |
| 15 mai 1991        | Paul Molitor        | Milwaukee            |
| 24 juin 1991       | Dave Winfield       | California           |
| 15 septembre 1991  | Ray Lankford        | Saint-Louis          |
| 25 août 1992       | Andújar Cedeño      | Houston              |
| 9 mai 1993         | Mark Grace          | Chicago (NL)         |
| 23 juin 1993       | Jay Buhner          | Seattle              |
| 28 juillet 1993    | Travis Fryman       | Détroit              |
| 12 avril 1994      | Scott Cooper        | Boston               |
| 11 juin 1995       | Rondell White       | Montréal             |
| 25 août 1995       | Gregg Jefferies     | Philadelphie         |
| 3 septembre 1995   | Tony Fernández      | New York (AL)        |
| 18 mai 1996        | John Mabry          | Saint-Louis          |
| 3 juillet 1996     | Alex Ochoa          | New York (NL)        |
| 5 juin 1997        | Alex Rodriguez      | Seattle              |
| 11 septembre 1997  | John Olerud         | New York (NL)        |
| 18 mai 1998        | Mike Blowers        | Oakland              |
| 10 juin 1998       | Dante Bichette      | Colorado             |
| 25 juillet 1998    | Neifi Perez         | Colorado             |
| 3 mai 1999         | Jeff Kent           | San Francisco        |
| 19 juin 1999       | Todd Helton         | Colorado             |
| 6 juillet 1999     | Chris Singleton     | Chicago (AL)         |
| 27 avril 2000      | Jose Valentin       | Chicago (AL)         |
| 19 mai 2000        | Jason Kendall       | Pittsburgh           |
| 18 juin 2000       | Mike Lansing        | Colorado             |
| 21 juin 2000       | Eric Chavez         | Oakland              |
| 5 juillet 2000     | Luis Gonzalez       | Arizona              |
| 8 juin 2001        | Damion Easley       | Détroit              |
| 16 juin 2001       | John Olerud (2)     | Seattle              |
| 18 juillet 2001    | Jeff Bagwell        | Houston              |
| 17 août 2001       | Jeff Frye           | Toronto              |
| 29 septembre 2001  | Miguel Tejada       | Oakland              |
| 8 avril 2002       | Craig Biggio        | Houston              |
| 18 septembre 2002  | Greg Colbrunn       | Arizona              |
| 24 juin 2003       | Brad Wilkerson      | Montréal             |
| 29 juin 2003       | Eric Byrnes         | Oakland              |
| 14 août 2003       | Travis Hafner       | Cleveland            |
| 14 septembre 2003  | Vladimir Guerrero   | Montréal             |
| 27 avril 2004      | Chad Moeller        | Milwaukee            |
| 26 mai 2004        | Daryle Ward         | Pittsburgh           |
| 28 juin 2004       | David Bell          | Philadelphie         |
| 29 juillet 2004    | Eric Valent         | New York (NL)        |
| 17 août 2004       | Mark Teixeira       | Texas                |
| 25 août 2004       | Jeff DaVanon        | Anaheim              |
| 6 avril 2005       | Brad Wilkerson (2)  | Washington           |
| 27 avril 2005      | Mark Grudzielanek   | Saint-Louis          |
| 15 août 2005       | Randy Winn          | San Francisco        |
| 21 juin 2006       | José Reyes          | New York (NL)        |
| 28 juillet 2006    | Luke Scott          | Houston              |
| 1er août 2006      | Carlos Guillén      | Détroit              |
| 13 septembre 2006  | Gary Matthews, Jr.  | Texas                |
| 16 septembre 2006  | Chone Figgins       | Los Angeles (AL)     |
| 13 mai 2007        | Fred Lewis          | San Francisco        |
| 4 juin 2007        | Mark Ellis          | Oakland              |
| 29 juin 2007       | Aubrey Huff         | Baltimore            |
| 7 mai 2008         | Carlos Gómez        | Minnesota            |
| 14 août 2008       | Mark Kotsay         | Atlanta              |
| 28 août 2008       | Cristian Guzmán     | Washington           |
| 1er septembre 2008 | Stephen Drew        | Arizona              |
| 1er septembre 2008 | Adrián Beltré       | Seattle              |
| 13 avril 2009      | Orlando Hudson      | Los Angeles (NL)     |
| 15 avril 2009      | Ian Kinsler         | Texas                |
| 17 avril 2009      | Jason Kubel         | Minnesota            |
| 22 mai 2009        | Michael Cuddyer     | Minnesota            |
| 2 août 2009        | Melky Cabrera       | New York (AL)        |
| 10 août 2009       | Troy Tulowitzki     | Colorado             |
| 14 août 2009       | Felix Pie           | Baltimore            |
| 2 octobre 2009     | B.J. Upton          | Tampa Bay            |
| 8 mai 2010         | Jody Gerut          | Milwaukee            |
| 16 juillet 2010    | Bengie Molina       | Texas                |
| 23 juillet 2010    | Kelly Johnson       | Arizona              |
| 31 juillet 2010    | Carlos González     | Colorado             |
| 3 septembre 2011   | George Kottaras     | Milwaukee            |
| 15 septembre 2011  | Pablo Sandoval      | San Francisco        |
| 27 avril 2012      | Scott Hairston      | New York (NL)        |
| 18 juin 2012       | Aaron Hill          | Arizona              |
| 29 juin 2012       | Aaron Hill (2)      | Arizona              |
| 28 août 2012       | Adrián Beltré (2)   | Texas                |
| 21 mai 2013        | Mike Trout          | Los Angeles (AL)     |
| 19 juillet 2013    | Brandon Barnes      | Houston              |
| 23 septembre 2013  | Alex Ríos           | Texas                |
| 17 août 2014       | Michael Cuddyer (2) | Colorado             |
| 16 juin 2015       | Brock Holt          | Boston               |
| 21 juillet 2015    | Shin-Soo Choo       | Texas                |
| 3 août 2015        | Adrián Beltré (3)   | Texas                |
| 14 août 2015       | Matt Kemp           | San Diego            |
| 15 juin 2016       | Freddie Freeman     | Braves d'Atlanta     |
| 2 juillet 2016     | Rajai Davis         | Indians de Cleveland |
| 28 septembre 2016  | John Jaso           | Pittsburgh           |
| 10 avril 2017      | Wil Myers           | San Diego            |
| 25 avril 2017      | Trea Turner         | Washington           |
| 29 avril 2017      | Carlos Gómez (2)    | Texas                |
| 18 juin 2017       | Nolan Arenado       | Colorado             |
| 15 juillet 2017    | Cody Bellinger      | Los Angeles          |
| 1er août 2017      | Evan Longoria       | Tampa Bay            |
| 9 septembre 2017   | José Abreu          | Chicago (AL)         |
| 9 août 2018        | Mookie Betts        | Boston               |
| 29 août 2018       | Christian Yelich    | Milwaukee            |
| 17 septembre 2019  | Cavan Biggio        | Blue Jays de Toronto |
| 8 octobre 2018     | Mookie Betts        | Boston               |

## Records
- John Reilly, Bob Meusel, Babe Herman et Adrián Beltré partagent le record du plus grand nombre de cycles réussis dans les Ligues majeures de baseball, avec trois chacun durant leur carrière.
- À seulement deux reprises (le 17 septembre 1920 et le 1er septembre 2008) des cycles ont été réussis par deux joueurs différents la même journée. Jamais l'exploit n'a été accompli par deux joueurs dans une même partie.
- Mel Ott est le plus jeune joueur des majeures et le plus jeune de la Ligue nationale à frapper un cycle, l'ayant réussi à 20 ans et 76 jours le 16 mai 1929 pour les Giants de New York. Dans la Ligue américaine, l'honneur appartient à Mike Trout, âgé de 21 ans et 287 jours lors de son cycle pour les Angels de Los Angeles le 21 mai 2013[2].
- Brock Holt, joueur des Red Sox de Boston, a frappé un cycle lors d'un match de série éliminatoire dans la MLB le 8 octobre 2018 dans une victoire de 16-1 sur les Yankees de New York.